# Xian de Kalpin
Cette page contient des caractères spéciaux ou non latins. S’ils s’affichent mal (▯, ?, etc.), consultez la page d’aide Unicode.
Le xian de Kalpin (柯坪县 ; pinyin : Kēpíng Xiàn ; ouïghour : كەلپىن ناھىيىسى / Kelpin Nahiyisi) est un district administratif de la région autonome du Xinjiang en Chine. Il est placé sous la juridiction de la préfecture d'Aksou.

## Démographie
La population du district était de 40 123 habitants en 1999.